# NGC 4142
NGC 4142 (również PGC 38645 lub UGC 7140) – galaktyka spiralna z poprzeczką (SBcd), znajdująca się w gwiazdozbiorze Wielkiej Niedźwiedzicy. Odkrył ją William Herschel 26 kwietnia 1789 roku.